# Đô la Canada
Đô la Canada hay dollar Canada (ký hiệu tiền tệ: $; mã: CAD) là một loại tiền tệ của Canada. Nó thường được viết tắt với ký hiệu đô la là $, hoặc C$ để phân biệt nó với các loại tiền tệ khác cũng được gọi tên là đô la. Đô la Canada được chia thành 100 Cent. Tính đến 2007, đồng đô la Canada là loại tiền tệ được trao đổi hàng thứ 7 trên thế giới.

## Lịch sử

### Đô la vàng
Vào năm 1841, tỉnh Canada mới thành lập đã tuyên bố rằng đồng pound của mình là tương đương với một phần mười đồng eagle vàng của Mỹ (10 đô la Mỹ) và có giá trị bằng 5 s. (5 shilling) trong đơn vị tiền tệ địa phương. Đồng đô la Tây Ban Nha bạc được định giá bằng 5 s. 1 p. và đồng Sovereign được định giá bằng 1 bảng 4 s. 4 p., một giá trị chính xác theo hàm lượng vàng của nó so với hàm lượng vàng vàng của đồng đô la Mỹ vàng.

### Đô la Canada độc lập
Tỉnh Canada tuyên bố rằng tất cả các tài khoản cần được duy trì theo đô la và cent vào thời điểm ngày 1 tháng 1 năm 1858, và ra lệnh phát hành các đồng tiền xu Canada chính thức đầu tiên trong cùng một năm. Đồng đô la được chốt ngang giá với đồng đô la Mỹ, theo tiêu chuẩn vàng là $1 = 23,22 grain (1,505 g) vàng.
Các vùng thuộc địa kết hợp cùng nhau trong Liên bang Canada đã dần dần chấp thuận hệ thống thập phân trong vài năm sau đó. New Brunswick, British Columbia và đảo Hoàng tử Edward chấp nhận các đồng đô la có giá trị tương đương với đồng đô la Canada (xem đô la New Brunswick, đô la British Columbia và đô la đảo Hoàng tử Edward). Tuy nhiên, Nova Scotia và Newfoundland không chấp nhận cùng một đồng đô la như vậy (xem đô la Nova Scotia và đô la Newfoundland). Nova Scotia duy trì loại tiền tệ của mình cho đến năm 1871, còn Newfoundland thì phát hành tiền tệ của mình cho đến khi tham gia Liên bang Canada năm 1949, mặc dù giá trị của đồng đô la Newfoundland trong năm 1895 đã được điều chỉnh để làm cho nó tương đương với đồng đô la Canada.
| Đơn vị tiền tệ được sử dụng ở Canada | Đơn vị tiền tệ được sử dụng ở Canada | Đơn vị tiền tệ được sử dụng ở Canada | Đơn vị tiền tệ được sử dụng ở Canada |
| Tiền tệ                              | Năm sử dụng                          | Giá trị Bảng Anh                     | Giá trị Đô la Canada                 |
| ------------------------------------ | ------------------------------------ | ------------------------------------ | ------------------------------------ |
| Bảng Canada                          | 1841–1858                            | 16s 5,3d                             | $4                                   |
| Đô la Canada                         | 1858–                                | 4s 1,3d                              | $1                                   |
| Đô la New Brunswick                  | 1860–1867                            | 4s 1,3d                              | $1                                   |
| Đô la British Columbia               | 1865–1871                            | 4s 1,3d                              | $1                                   |
| Đô la đảo Hoàng tử Edward            | 1871–1873                            | 4s 1,3d                              | $1                                   |
| Đô la Nova Scotia                    | 1860–1871                            | 4s                                   | $0,973                               |
| Đô la Newfoundland                   | 1865-1895                            | 4s 2d                                | $1,014                               |
| Đô la Newfoundland                   | 1895–1949                            | 4s 1,3d                              | $1                                   |

Quốc hội liên bang thông qua đạo luật tiền tệ thống nhất vào tháng 4 năm 1871, kết thúc việc sử dụng các loại tiền tệ địa phương và thay thế chúng bằng đồng đô la Canada chung. Tiêu chuẩn vàng đã tạm thời bị từ bỏ trong thời gian thế chiến thứ nhất và bị hoàn toàn bãi bỏ từ ngày 10 tháng 4 năm 1933. Tại thời điểm bùng phát thế chiến thứ hai, tỷ giá trao đổi với đồng đô la Mỹ đã được chốt ở mức 1,1 đô la Canada = 1 đô la Mỹ. Nó được thay đổi thành ngang giá vào năm 1946. Năm 1949, đồng sterling bị phá giá và đồng đô la Canada cũng bị mất giá theo, trở về mức 1,1 đô la Canada = 1 đô la Mỹ. Tuy nhiên, đồng đô la Canada đã được thả nổi trong năm 1950, chỉ trở về tỷ giá hối đoái cố định vào năm 1962, khi đồng đô la Canada được chốt ở mức 1 đô la Canada = 0,925 đô la Mỹ. Mức này kéo dài cho đến năm 1970, sau đó giá trị của loại tiền tệ này đã được thả nổi.

## Thuật ngữ
Tiếng Anh Canada, giống tiếng Anh Mỹ, sử dụng từ lóng "buck" để chỉ đô la. (Từ này có nguồn gốc từ Canada; nó phát sinh từ đồng tiền xu do công ty Hudson's Bay đúc trong thế kỷ 17 với giá trị tương đương với một tấm da lông hải li đực - một "buck".) Do sự xuất hiện của hình con chim lặn mỏ đen (loon trong tiếng Anh) trên mặt sau của đồng đô la tiền xu, thay thế cho đồng đô la tiền giấy vào năm 1987, từ "loonie" đã được dùng trong cách nói chuyện tại Canada để phân biệt đồng đô la Canada tiền xu với đồng đô la Canada tiền giấy. Khi đồng hai đô la tiền xu được đưa vào sử dụng năm 1996, thì từ phái sinh "toonie" đã trở thành từ phổ biến để chỉ nó trong tiếng lóng của tiếng Anh Canada.
Trong tiếng Pháp, loại tiền tệ này được gọi là le dollar; các từ lóng trong tiếng Pháp Canada bao gồm piastre hoặc piasse (giống như buck, nhưng từ nguyên thủy được sử dụng trong tiếng Pháp thế kỷ 18 để phiên dịch dollar) và huard (tương đương với loonie, do huard là từ trong tiếng Pháp để chỉ loon, hình con chim xuất hiện trên đồng tiền xu). Cách phát âm trong tiếng Pháp cho từ "cent" (được phát âm tương tự như trong tiếng Anh là /sɛnt/ hoặc /sɛn/, không giống như từ để chỉ 100 /sɑ̃/ hay /sã/) nói chung thường được sử dụng cho sự phân chia; sou là một thuật ngữ khác, không chính thức.

## Tiền xu
Trong năm 1858, các loại tiền xu 1 ¢ bằng đồng thiếc và 5 ¢, 10 ¢ và 20 ¢ bằng bạc 0,925 đã được Canada ban hành. Ngoại trừ tiền xu 1 ¢ được đúc năm 1859, không có đồng xu nào đã được phát hành cho tới tận năm 1870, khi việc sản xuất tiền xu 5 ¢ và 10 ¢ được phục hồi và các đồng xu 25 ¢ và 50 ¢ bằng bạc được đưa vào sử dụng. Giai đoạn từ năm 1908 tới năm 1919, sovereign (tiền tệ chính thức tại Canada với giá trị $ 4,866) được đúc tại Ottawa với một chữ "C" đánh dấu trên tiền. Tiền xu $ 5 và $ 10 bằng vàng đã được phát hành từ năm 1912 tới năm 1914.
Vào năm 1920, kích cỡ của 1¢ đã được giảm và bạc pha đã được giảm tới 0,800. Vào năm 1922, đồng 5 ¢ bằng bạc đã được thay thế bằng đồng tiền xu lớn hơn, đúc từ niken. Trong năm 1942, như là một biện pháp trong thời gian chiến tranh, niken đã được thay thế bằng tombac (tombac là hợp kim của đồng và kẽm) trong đồng xu 5¢, và hình dáng đã được thay đổi từ hình tròn thành hình thập nhị giác. Thép mạ crôm được sử dụng cho đồng 5¢ vào giai đoạn 1944-1945, và từ năm 1951 tới năm 1954, trước khi niken được chấp nhận trở lại. Đồng 5 ¢ quay trở lại hình dáng ban đầu vào năm 1963. Vào năm 1935, đô la Voyageur bằng bạc đã được giới thiệu nhưng việc sản xuất bị dừng lại năm 1939, không bắt đầu sản xuất trở lại mãi cho tới năm 1945.
Tiền xu 10¢ và 25¢ bằng bạc 0,500 đã được ban hành vào giữa năm 1967, trước khi bạc được thay thế hoàn toàn bằng niken, và tiền xu 10¢ và 25¢ vào giữa năm 1968 (vào đầu năm là đồng tiền xu 50¢ và $1, cùng thời gian đó cả hai đã được giảm kích thước). Năm 1982, đồng xu 1¢ đã thay đổi thành hình thập nhị giác còn đồng 5¢ được chuyển sang dùng hợp kim đồng-niken. Vào năm 1987, đồng xu $1 đúc từ niken mạ vàng đã được giới thiệu. Tiền xu $2 lưỡng kim ra đời năm 1996. Năm 1997, kẽm mạ đồng đã thay thế cho đồng thiếc trong tiền xu 1 ¢. Thời gian sau đó, vào năm 2000, các loại tiền xu 1¢, 5¢, 10¢, 25¢ và 50¢ bằng thép mạ đã được giới thiệu, với đồng xu 1¢ được mạ đồng và những đồng xu khác thì bọc bằng hợp kim đồng-niken.
Những đồng tiền xu được Xưởng đúc Canada hoàng gia sản xuất ở Winnipeg, Manitoba, 
và hiện nay được phát hành với mệnh giá 1¢ (penny), 5¢ (nickel), 10¢ (dime), 25¢ (twenty-five cent piece) ("quarter" không phải là một tên gọi chính thức tại Canada), 50¢ (50¢ piece) (mặc dù 50 ¢ piece ít khi được sử dụng), $1 (loonie), và $2 (toonie). Bộ tiêu chuẩn thiết kế là các biểu tượng của Canada (thường là động vật hoang dã) nằm trên mặt trái, và hình Elizabeth II nổi trên mặt phải. Tuy nhiên, một số đồng penny, nickel, dime hiện vẫn còn lưu thông có mang hình nổi của George VI. Những đồng xu kỷ niệm với các mặt trái khác nhau cũng được phát hành không định kỳ. Tiền xu 50¢ hiếm khi được tìm thấy trong lưu thông; chúng thường được sưu tập và không được sử dụng thường xuyên trong các giao dịch thường nhật. Đã có những cuộc thảo luận lặp đi lặp lại về việc rút penny ra khỏi lưu thông với lý do là Xưởng đúc Canada hoàng gia phải mất tới 4 cent để sản xuất và phân phối đồng tiền xu 1 cent này. Đồng penny Canada tiêu tốn ít nhất 130 triệu C$ mỗi năm để duy trì nó trong lưu thông, theo ước tính của một tổ chức tài chính kêu gọi rút bỏ đồng penny.
Vào năm 2007 một cuộc khảo sát cho thấy, chỉ có 37% dân số Canada sử dụng penny, nhưng chính phủ vẫn tiếp tục sản xuất khoảng 816 triệu penny mỗi năm, tương đương 25 penny cho một người Canada.

## Giấy bạc
Tiền giấy có tên gọi là đô la được phát hành lần đầu ở Canada là British Army Bills, phát hành vào giữa những năm 1813 và 1815 với mệnh giá trong khoảng từ C$1 tới C$100. Chúng là sự phát hành khẩn cấp do cuộc chiến năm 1812. Giấy bạc đầu tiên được Ngân hàng Montreal phát hành năm 1817. Một lượng lớn các ngân hàng đủ tư cách được thành lập trong các thập niên 1830, 1850, 1860 và 1870, mặc dù nhiều ngân hàng chỉ phát hành tiền giấy trong một thời gian ngắn. Các ngân hàng khác, như ngân hàng Montreal, phát hành giấy bạc trong một vài thập niên. Cho đến năm 1858, rất nhiều giấy bạc đã được phát hành với mệnh giá là cả hai loại shilling/pound và đô la (5 shilling = $1). Một lượng lớn các mệnh giá khác nhau đã được ban hành, bao gồm cả C$1, C$5, C$10, C$20, C$50, C$100. Sau năm 1858, chỉ các mệnh giá đô la là được sử dụng. Xem thêm Giấy bạc ngân hàng đủ tư cách tại Canada để biết thêm thông tin.
Sau khi thành lập vào năm 1841, trên địa bàn tỉnh Canada đã bắt đầu phát hành tiền giấy. Giấy bạc được ngân hàng Montreal sản xuất cho chính phủ vào giữa những năm 1842 và 1862, với các mệnh giá $4, $5, $10, $20, $50 và $100. Năm 1866, Canada bắt đầu phát hành tiền giấy riêng của mình, với các mệnh giá  C$1, C$2, C$5, C$10, C$20, C$50, C$100, C$500 và C$1000.Giấy bạc $50 và $100 theo sau trong năm 1872, nhưng phần lớn giấy bạc chính quyền sản xuất sau này chỉ là giấy bạc C$1 và C$2, có C$4 được thêm vào trong năm 1882. Các mệnh giá C$500, C$1000, C$5000 và C$50,000 được phát hành sau năm 1896 chỉ để giao dịch ngân hàng mà thôi.
Luật ngân hàng năm 1871 giới hạn các mệnh giá nhỏ nhất mà các ngân hàng đủ tư cách có thể phátn hành đến C$4, tăng lên đến C$5 trong năm 1880. Để tạo điều kiện mua hàng dưới C$5 mà không cần sử dụng các giấy bạc của nhà nước tự trị, ngân hàng Molsons đã phát hành giấy bạc C$6 và C$7 trong năm 1871. Chính phủ ban hành giấy bạc C$5 từ năm 1912. Tờ giấy bạc 25¢ cuối cùng, gọi là giấy bạc mất giá do kích cỡ nhỏ của chúng, có niên kỷ vào năm 1923.
Trong năm 1935, chỉ còn mười ngân hàng đủ tư cách (chartered bank) vẫn còn phát hành giấy bạc, ngân hàng Canada được thành lập và bắt đầu phát hành các giấy bạc với các mệnh giá C$1, C$2, C$5, C$10, C$20, C$50, C$100, C$500 và C$1000. Năm 1944, các ngân hàng đủ tư cách đã bị cấm không cho phát hành tiền tệ riêng của mình, với Ngân hàng Hoàng gia Canada và Ngân hàng Montreal thuộc số những ngân hàng cuối cùng được phát hành giấy bạc.
Mặc dù tiền xu C$1 được giới thiệu vào năm 1935, nhưng chưa tới khi giới thiệu nó thì giấy bạc ngân hàng C$1 đã được rút khỏi lưu thông. Giấy bạc C$2 cũng đã được thay thế bằng tiền xu năm 1996. Hiện tại tất cả các giấy bạc ngân hàng đều được Công ty giấy bạc Canada và BA International Inc in cho Ngân hàng Canada.
Trong năm 2000, Ngân hàng Canada ngừng việc phát hành giấy bạc $1000 và bắt đầu 
rút chúng ra khỏi lưu thông, "như là một phần của cuộc chiến chống rửa tiền và các tổ chức tội phạm."

## Tiền tệ chính thức
Giấy bạc đô la Canada được Ngân hàng Canada phát hành là tiền tệ chính thức ở Canada. Tuy nhiên, các giao dịch thương mại có thể được thanh toán hợp pháp theo bất kỳ cách nào mà các bên liên quan thỏa thuận.
Tiền tệ chính thức của hệ thống tiền tệ Canada được điều chỉnh bằng Đạo luật tiền tệ, trong đó đặt ra giới hạn của:
- C$40 nếu mệnh giá là C$2 hoặc cao hơn nhưng không vượt quá C$10;
- C$25 nếu mệnh giá là C$1;
- C$10 nếu mệnh giá là 10¢ hoặc cao hơn nhưng không quá C$1;
- C$5 nếu mệnh giá là 5¢;
- 25¢ nếu mệnh giá là 1¢.

Các nhà bán lẻ ở Canada có thể từ chối giấy bạc của ngân hàng mà không vi phạm quy định của pháp luật. Theo các chỉ dẫn pháp lý, phương thức thanh toán phải được thoả thuận khi các bên tham gia giao dịch. Ví dụ, các cửa hàng nhỏ có thể từ chối giấy bạc ngân hàng C$100, nếu họ cảm thấy điều đó có thể làm họ trở thành nạn nhân của tiền giả; tuy nhiên, chính sách chính thức gợi ý rằng các nhà bán lẻ nên lượng giá tác động của cách tiếp cận này. Trong trường hợp không có hình thức thanh toán chấp nhận được giữa các bên đối với đồng tiền chính thức đó, các bên liên quan nên nhờ tư vấn pháp lý.
Đô la Canada được một số doanh nghiệp ở các thành phố phía bắc Hoa Kỳ nhất chấp nhận, cũng như đô la Mỹ được nhiều doanh nghiệp Canada tại các thành phố gần biên giới nhất chấp nhận.

## Giá trị

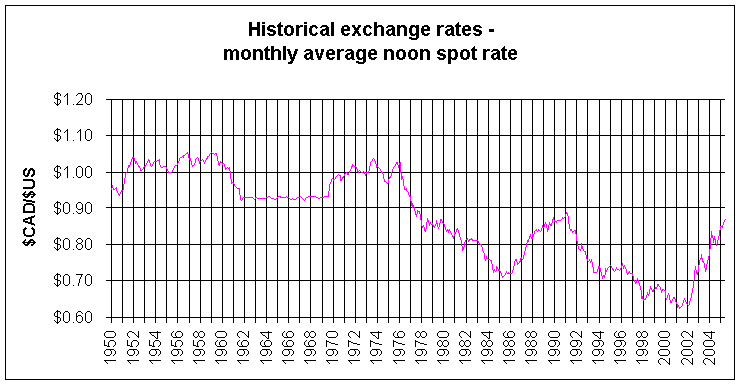
Lịch sử tỷ giá hối đoái CAD/USD giai đoạn 1950-2005

Không giống như các loại tiền tệ khác trong hệ thống Bretton Woods, có giá trị cố định, đồng đô la Canada đã được cho phép để thả nổi từ năm 1950 tới năm 1962. Vào giữa năm 1952 tới 1960, đồng đô la Canada đã được trao đổi ở tỷ giá cao hơn so với đô la Mỹ, đạt mức cao $1,0614 đô la Mỹ trong ngày 20 tháng 8 năm 1957.
Đô la Canada bị mất giá sau năm 1960, và điều này có sự đóng góp của việc thủ tướng chính phủ John Diefenbaker thất bại trong cuộc bầu cử 1963. Đồng đô la Canada trở lại chế độ tỷ giá cố định vào năm 1962 khi giá trị của nó đã được thiết lập tại $0,925 USD, và nó còn duy trì đến năm 1970. Như là một biện pháp chống lạm phát, đồng đô la Canada đã được thả nổi vào năm 1970. Giá trị của nó được đánh giá cao và nó có giá trị hơn 1 đô la Mỹ trong một phần của thập niên 1970. Đỉnh cao là vào ngày 25 tháng 4 năm 1974, khi nó đạt tới mức 1,0443 USD.

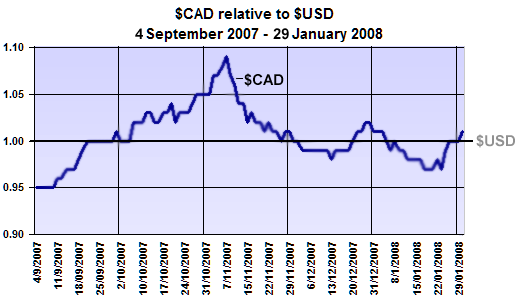

Đồng đô la Canada mất giá so với đồng đô la Mỹ trong thời gian bùng nổ công nghệ thập niên 1990 với trung tâm là Hoa Kỳ, và được giao dịch thấp tới mức 61,79 ¢ US ngày 21 tháng 1 năm 2002, một tỷ giá thấp nhất mọi thời đại. Kể từ đó, giá trị của nó đối với tất cả các loại tiền tệ chính đã tăng, một phần là do giá cao của hàng hóa (đặc biệt là dầu mỏ) mà Canada xuất khẩu.
Giá trị của đô la Canada so với đô la Mỹ tăng mạnh trong năm 2007 do sự tiếp tục lớn mạnh của nền kinh tế Canada và suy yếu của tiền tệ Mỹ trên thị trường thế giới. Trong phiên giao dịch ngày 20 tháng 9 năm 2007 nó lần đầu tiên ngang giá với đô la Mỹ kể từ ngày 25 tháng 11 năm 1976.
Lạm phát giá trị của đồng đô la Canada là khá thấp từ thập niên 1990, nhưng là nghiêm trọng trong một số thập kỷ trước đó. Trong năm 2007 đô la Canada đã phục hồi đáng kể, tăng giá lên trong 23% giá trị.
Ngày 28 tháng 9 năm 2007, đồng đô la Canada đóng cửa ở mức trên so với đồng đô la Mỹ lần đầu tiên trong vòng 30 năm, ở mức $ 1,0052 US. Ngày 7 tháng 11 năm 2007, nó đạt mức US$1,1024 trong giao dịch, một tỷ giá cao hiện tại, sau khi Trung Quốc công bố sẽ đa dạng hóa $1,43 nghìn tỷ US dự trữ ngoại hối của mình ra khỏi đô la Mỹ. Tuy nhiên, vào ngày 30 tháng 11, đồng đô la Canada lại một lần nữa ngang giá với đô la Mỹ, vào 4 tháng 12, đồng đô la Canada đã quay trở lại mức $0,98 US, thông qua việc cắt giảm lãi suất của Ngân hàng Canada, do quan ngại về việc xuất khẩu tới Hoa Kỳ. Tỷ giá dao động từ $0,9644 tới $1,0298, sau năm mới 2008 ở mức dưới $1,01 US. (Đô la Canada đã từng tăng cao tới mức US $2,78 vào ngày 11 tháng 7 năm 1864 sau khi Hoa Kỳ tạm thời từ bỏ tiêu chuẩn vàng.) Tuy nhiên, kể từ cuối tháng 7 năm 2008, đồng đô la Canada đã sụt giá đáng kể, đạt mức 84 cent Mỹ vào ngày 17 tháng 10 và giảm còn 80 cent vào ngày 22 tháng 10.
Do 84,2% xuất khẩu của Canada là vào Hoa Kỳ, và 56,7% nhập khẩu vào Canada là từ Hoa Kỳ, nên người Canada chủ yếu quan tâm đến giá trị của tiền tệ của mình so với đô la Mỹ. Mặc dù các e ngại quốc nội nảy sinh khi đồng đô la Canada được giao dịch thấp hơn nhiều so với đô la Mỹ, nhưng cũng có các mối e ngại của các nhà xuất khẩu khi đồng đô la được định giá cao một cách nhanh chóng. Sự tăng giá của đồng đô la Canada làm tăng giá cả hàng xuất khẩu của Canada vào Hoa Kỳ. Mặt khác, có những ưu thế cho một đồng đô la tăng giá, ở chỗ là các ngành công nghiệp Canada có thể mua nguyên vật liệu và các doanh nghiệp nước ngoài với giá rẻ hơn.
Ngân hàng Canada không có mục tiêu giá trị cụ thể cho đồng đô la Canada và đã không can thiệp vào các thị trường ngoại hối kể từ năm 1998. Quan điểm hiện tại của Ngân hàng Canada là các điều kiện thị trường sẽ xác định giá trị của đồng đô la Canada.
Trên thị trường thế giới, theo dòng lịch sử, đô la Canada có khuynh hướng xê dịch theo đô la Mỹ. Sự tăng giá biểu kiến của đô la Canada (so với đô la Mỹ) có thể vẫn chỉ là giảm giá so với các loại tiền tệ quốc tế khác; tuy nhiên, trong quá trình tăng giá của đô la Canada từ năm 2002, nó đã tăng giá trị so với cả đô la Mỹ cũng như so với các loại tiền tệ quốc tế khác.
Do giá trị tăng cao và tỷ giá cao kỷ lục mới, đô la Canada đã được tạp chí Time tặng danh hiệu Canadian Newsmaker of the Year (Sự kiện Canada của năm) cho năm 2007.

## Tiền tệ dự trữ
Một số ngân hàng trung ương (và ngân hàng thương mại) giữ đô la Canada như là tiền tệ dự trữ. Đô la Canada được coi là một loại tiền tệ kiểm chuẩn.
Trong nền kinh tế châu Mỹ đô la Canada đóng một vai trò tương tự như đô la Úc (AUD) tại khu vực Châu Á-Thái Bình Dương. Đô la Canada (trong vai trò như là một loại tiền tệ dự trữ cho ngân hàng) từng là một phần quan trọng của các nền kinh tế và các hệ thống tài chính các quốc gia vùng Caribe thuộc Anh, Pháp và Hà Lan kể từ thập niên 1950. Đô la Canada cũng được nhiều ngân hàng trung ương ở Trung Mỹ và Nam Mỹ nắm giữ. Việc nắm giữ đô la Canada tại châu Mỹ Latinh được thực hiện như thế là do tại mỗi quốc gia đều có sự lưu hành kiều hối và thương mại quốc tế có tầm quan trọng quốc gia.
Bằng cách theo dõi sự xê dịch của đô la Canada so với đô la Mỹ, các nhà kinh tế ngoại hối có thể gián tiếp theo dõi các trạng thái và các mẫu hình nội tại của nền kinh tế Mỹ mà có thể không nhận thấy bằng cách theo dõi trực tiếp. Đô la Canada chỉ tiến triển đầy đủ thành loại tiền tệ dự trữ toàn cầu kể từ thập niên 1970 khi nó được thả nổi so với tất cả các loại tiền tệ khác trên thế giới.
Bản mẫu:Tỷ giá